# Williston (Ohio)
Williston es un lugar designado por el censo ubicado en el condado de Ottawa en el estado estadounidense de Ohio. En el Censo de 2010 tenía una población de 487 habitantes y una densidad poblacional de 307,74 personas por km². Se encuentra al norte del estado, a la orilla del lago Erie. 

## Geografía
Williston se encuentra ubicado en las coordenadas 41°36′9″N 83°20′31″O / 41.60250, -83.34194. Según la Oficina del Censo de los Estados Unidos, Williston tiene una superficie total de 1.58 km², de la cual 1.58 km² corresponden a tierra firme y (0%) 0 km² es agua.

## Demografía
Según el censo de 2010, había 487 personas residiendo en Williston. La densidad de población era de 307,74 hab./km². De los 487 habitantes, Williston estaba compuesto por el 95.89% blancos, el 1.64% eran afroamericanos, el 0.21% eran amerindios, el 0% eran asiáticos, el 0% eran isleños del Pacífico, el 0.62% eran de otras razas y el 1.64% pertenecían a dos o más razas. Del total de la población el 3.7% eran hispanos o latinos de cualquier raza.